# Cascavel Esporte Clube
Cascavel Esporte Clube (conhecido como Cascavel e cujo acrônimo era CEC) foi um clube brasileiro de futebol, da cidade de Cascavel, no estado Paraná. Foi fundado em 19 de janeiro de 1979, sendo o segundo clube a levar o nome da cidade. A sua primeira casa foi o Ninho da Cobra; posteriormente a prefeitura municipal construiu o Estádio Olímpico Regional Arnaldo Busatto, com capacidade para 34 mil pessoas. Suas cores de fundação, eram o Azul, Vermelho e Branco, posteriormente no final da década de 1980, adotou o Amarelo e o Preto. Foi, até os dias atuais, o time de futebol da cidade de Cascavel que obteve os melhores resultados, existiu por mais tempo e conquistou a maior tradição e o maior apoio e identificação do torcedor.
Considerado uma das agremiações mais tradicionais do estado, teve seu auge nos anos de 1980, quando foi campeão paranaense e por três oportunidades campeão do interior, além disso figurou em competições nacionais como a Taça de Prata de 1981 e 1982 e da Série C de 1995 e 1996..
Em 17 de Dezembro de 2001, fundiu-se ao Cascavel S/A e com a SOREC, para fundar o Cascavel Clube Recreativo.

## História

### 1979
O município de Cascavel, iniciou sua participação em competições oficiais de futebol no fim da década de 1960, quando o Tuiuti em 1968, e o Comercial em 1969, disputaram a Segunda Divisão do Paraná, sendo que ambos, obtiveram como resultado, o vice-campeonato da chamada "Zona Sul". Posteriormente, é fundado o Cascavel Futebol Clube, que ganhou o primeiro título da cidade, a Segundona de 1970, entretanto não conseguiu dar seguimento as boas campanhas, ao longo de sua curta história, devido a dificuldades tanto dentro como fora de campo, encerrando suas atividades ao término do estadual de 1972.
Após seis anos sem representante, o futuro do esporte bretão cascavelense era incerto, porém isso mudaria no dia 19 de janeiro de 1979, com o surgimento do Cascavel Esporte Clube, que nascia com a ambição de se firmar como um dos grandes no cenário paranaense. Além disso, um dos desafios da nova equipe, era unir os torcedores locais, já que estes estavam divididos na torcida por Inter e Grêmio em sua grande maioria, devido ao expressivo número de Gaúchos que migraram para a Região Oeste do Paraná, em épocas anteriores. Tal fato, ficava evidenciado na rivalidade dos clássicos Tuiciais, uma espécie de GreNal, que eram disputados pelos já citados Comercial e Tuiuti, por isso, a fim de agradar ambos os lados seus fundadores escolheram as cores Azul, Vermelha e Branca. Já o mando dos jogos, era no Estádio Municipal Amadores Theodoro Colombelli, mais conhecido Ninho da Cobra.
Dando início as atividades profissionais participa da Divisão de Acesso do Estadual de 1979, e aliando bons investimentos ao fundamental apoio de sua torcida, consegue ascender a elite do futebol paranaense.

### 1980
Em 1980, adentrava pela primeira vez na divisão especial do Paraná, a expectativa entre os torcedores era grande, já que após 7 anos de espera, finalmente o município tinha novamente um time na elite. Para a disputa do campeonato, foi montada uma equipe competitiva, que tinha como base o elenco de 1979, porém não era considerada favorita, sendo que o Colorado, Londrina, Coritiba, Atlético, Pinheiros e o Grêmio Maringá, eram os grandes postulantes ao título segundo a crítica da época.
Na primeira fase do torneio que contava com a presença de 20 clubes, o Cascavel, fez uma campanha mediana, porém suficiente para avançar à segunda fase, na 7ª colocação com 23 pontos, 9 vitórias, 5 derrotas e 5 empates. A estreia foi em casa na data de 5 de junho, com uma goleada sobre o Guarapuava Esporte Clube pelo placar de 3 a 0. Os demais confrontos foram os seguintes: No dia 8 do mesmo mês, enfrentou o Londrina, vencendo por 1 a 0. Após o bom início teve uma sequência de quatro partidas fora de seus domínios, com três derrotas e um empate: Matsubara (15 de junho, 2-1), Operário (18 de junho, 0-0), Coritiba (21 de junho, 2-1) e Grêmio Maringá (25 de junho, 3-2). A recuperação veio com duas vitórias seguidas, sobre o Apucarana (29 de junho 4-2) e o União F. Beltrão (2 de Junho 3-0). Em seguida, enfrentou o Pinheiros em 6 de julho, empatando em 0 a 0, e o Colorado em 09 de julho, perdendo por 1 a 0. No dia 13 de julho, vence o tradicional Clássico da Soja, contra o Toledo, pelo score de 2 a 1. Dando continuidade a primeira fase, perdeu para o União Bandeirante (20 de julho por 1-0), venceu o Rio Branco (23 de julho por 4-0) e empatou com o Pato Branco (27 de julho por 0-0). No início de agosto, ganhou do Umuarama (3 de agosto por 2-0), empatou com o Atlético (7 de agosto por 0-0), ganhou do Iguaçu de União da Vitória (10 de agosto por 1-4) e do Paranavaí, (14 de agosto, 2-0). Na última rodada, empatou com o Agroceres em 0 a 0, no dia 17 de agosto.
Já na segunda fase, restavam apenas 8 equipes, e a Serpente encerrou na terceira colocação no geral, com  5 vitórias, 5 empates e 4 derrotas, tendo classificação garantida para o Quadrangular Final. Os confrontos foram os seguintes: No primeiro jogo enfrentou o Grêmio Maringá e venceu por 3 a 1 em 24 de agosto. Posteriormente, empata com o Coxa (27 de agosto, 0-0), e perde para o Londrina (31 de agosto, 1-5). No feriado da Independência, vence o segundo Clássico da Soja do ano por 0 a 1, em seguida, venceu dois e empatou um: Colorado (10 de setembro, 0-1), União Bandeirante (14 de setembro, 3-0) e Pinheiros (21 de setembro, 0-0). No 2º Turno, empatou com o Grêmio Maringá (28 de setembro, 1-1), foi derrotado pelo Coritiba (1 de Outubro, 2-0), resultado de igualdade contra o Londrina (5 de Outubro, 1-1), venceu o rival Toledo (12 de Outubro, 1-0), perdeu para o Colorado (14 de Outubro, 0-2), goleou o União Bandeirante (19 de Outubro, 0-3) e encerrou com um empate contra o Pinheiros (22 de Outubro, 2-2).
Na etapa derradeira do campeonato, chamada de Quadrangular Final, restavam os quatro melhores do estado naquele ano, e o Cascavel, surpreendeu não só o Paraná como o Brasil, já que foi um dos campeões da competição, com 3 vitórias, 1 empate e 2 derrotas. A campanha foi a seguinte: Nos dois primeiros jogos, venceu o Londrina (9 de novembro, 0-2), e perdeu para o Pinheiros (12 de novembro, 0-2). Depois, se impôs sobre o Colorado em um Ninho da Cobra completamente lotado, ganhando pelo placar de 3 a 0. Logo após, empatou com o Londrina (23 de novembro, 1-1) e venceu o Pinheiros (23 de novembro, 3-2). Na polêmica partida final em 30 de novembro, que enfrentou o então segundo colocado Colorado, e foi derrotado por 2 a 0, correu o risco de perder taça, na passagem que ficou conhecida como "Cai-Cai", no entanto, em uma decisão inédita até então, ficou decretada a divisão do título entre as duas agremiações.

#### A conturbada partida final
A partida de 30 de novembro de 1980, entre Colorado e Cascavel, pela última rodada na Vila Olímpica, era decisiva, pois os dois clubes lideravam a fase final, com ampla vantagem em favor do último, que precisava apenas de um empate, e podia perder por até quatro gols. Dentro de campo, os curitibanos se mostraram superiores, abrindo 2 a 0, a arbitragem de Tito Rodrigues, expulsou dois atletas cascavelenses, Marcos e Maurinho. O time do Oeste voltou do intervalo com apenas 7 jogadores, pois segundo o médico Antônio Comatsu, Nelo e Dudu não tinham condições de jogo, quando a bola rolou, para o segundo tempo, o goleiro Zico, alegou estar lesionado e não pode prosseguir jogando, desta forma Tito encerra a partida, já que os visitantes não tinham o número mínimo regulamentar de jogadores. Os dois times comemoraram o título, que segundo a tabela pertencia apenas ao Cascavel, porém segundo decisão do TJD-PR, este deveria perder os pontos e assim ceder a taça ao Colorado. Entretanto o crivo final era do presidente da FPF, na época, Luiz Gonzaga da Motta Ribeiro, que declarou os dois clubes campeões paranaenses.

## Jogadores notáveis
A história do Cascavel Esporte Clube foi marcada por grandes jogadores, principalmente na década de 1980 época em que clube foi campeão paranaense, e participou de campeonatos em nível nacional, dentre alguns destacam-se : Paulinho Cascavel e Gustavo Roberto  Dias artilheiro da equipe no Campeonato Paranaense de Futebol de 1980 com 17 gols. Zico, goleiro famoso por marcar um gol da sua própria meta contra o Colorado Esporte Clube em 16 de novembro de 1980, pelo quadrangular final do paranaense, Maizena, se destacou nacionalmente chegando a atuar em clubes como Internacional de Porto Alegre e São Paulo, Capitão ganhou o mesmo destaque tornando-se ídolo na Portuguesa de Desportos. Já na década de 1990, a base cascavelense mostrou-se muito produtiva revelando jogadores como Caio Júnior, Jean Carlo e Sidiclei.

## Símbolos

### Escudo
O escudo do Cascavel Esporte Clube passou por algumas mudanças, ao longo da história, a primeira mudança foi no desenho, e posteriormente, além do formato foram trocadas as tradicionais cores Vermelha, Azul e Branca pelo Amarelo e Preto.

### Mascote
A mascote do clube era a Cobra Cascavel.

## Títulos
| ESTADUAIS  | ESTADUAIS                         | ESTADUAIS | ESTADUAIS         |
| Competição | Competição                        | Títulos   | Temporadas        |
| ---------- | --------------------------------- | --------- | ----------------- |
|            | Campeonato Paranaense             | 1         | 1980              |
|            | Campeonato do Interior Paranaense | 3         | 1980, 1987 e 1988 |

### Campanhas de destaque
| Cascavel Esporte Clube                  | Cascavel Esporte Clube | Cascavel Esporte Clube | Cascavel Esporte Clube | Cascavel Esporte Clube |
| Torneio                                 | Campeão                | Vice-campeão           | Terceiro colocado      | Quarto colocado        |
| --------------------------------------- | ---------------------- | ---------------------- | ---------------------- | ---------------------- |
| Campeonato Paranaense                   | 1 (1980)               | Não possui             | 1 (1986)               | 3 (1981, 1987, 1988)   |
| Campeonato Paranaense - Segunda Divisão | Não possui             | 1 (1979)               | Não possui             | Não possui             |

## Rankings
- Ranking da CBF 2003-2012
- Posição: 141º
- Pontuação: 34 pontos
- Ranking criado pela Confederação Brasileira de Futebol que pontua todos os times do Brasil.